# 牛田本町
牛田本町（うしたほんまち）は、広島県広島市東区の町名。郵便番号は732-0066（広島中央郵便局管区）。1丁目から6丁目まである。

## 人口
2017年9月末の世帯数・人口は、1丁目396・777。2丁目262・640。3丁目272・562。4丁目390・851。5丁目352・817。6丁目841・1732。

## 経済

### 産業

#### 店舗・企業
1丁目

| - 新井酒店 - アルカス薬局 - エディオン 牛田本町店 - カフェグロウ - 河辺（朝鮮料理） - 京の寿し 本社 - クマリフト 広島営業所 - シンテックコーポレーション - タナカ硝子 - 100円クリーニング牛田本町店 - 山本設備工業 - 蘭楽堂 牛田店（洋菓子） 2丁目 - お好みハウス エル（お好み焼き） - ソフトバンク 牛田本町 - 暖家（うどん） - 谷川建設 広島営業所 - 東宝薬局 - マルシェー 牛田店（スーパーマーケット） - 明光義塾 牛田教室（学習塾） - モンシェリー 牛田本町店（スウィーツ） - 焼肉大幸 3丁目 - 今中鮮魚店 - 岩田不動産 - 片岡錺工店 - カーヴ ド ヴァン 柿さか（フレンチ） - カラフル美はうす いちはら - 菊ちや呉服店 - 佐々木硝子店 - 魚のイズオカ（鮮魚店） - 白石学習院 牛田教室（学習塾） - 田中米穀店 - 日本料理 喜多丘 - 三洋木材工業 - 広島牛田郵便局（日本郵政グループ） - 来々軒 牛田店（中華料理店） | 4丁目 - カゲイ建装 - 来い恋いラーメン - コスモ石油販売 山陽カンパニーセルフステーション牛田 - 大同防水工業 - たなかや（酒屋） - 田村建設（1937年3月に田村亀蔵が牛田にて創業、2006年5月に広島市安佐南区中筋3丁目に本社移転） - つばめ交通 本社営業所 - パティスリー ラ ネージュ（ケーキ） - もみじ銀行 牛田支店 - カーブス広島牛田 - キューブ鍼灸整骨院 牛田店 5丁目 - 広島牛田本町五郵便局（日本郵政グループ） - 村上酒店 6丁目 - フレスタ牛田本町店（スーパーマーケット） |

## 地域

### 教育
5丁目

| - 広島光明学園 | 3丁目 - 新田僚子税理士事務所 4丁目 - 田中良昌税理士事務所 - Holly行政書士事務所 5丁目 - 税理士法人啓 牛田オフィス（廣永通雄税理士） - 谷川秀行税理士・行政書士事務所 |

### 施設

#### 交番
2丁目
- 広島東警察署牛田交番

#### 宗教
1丁目
- 安楽寺（浄土真宗本願寺派[5]） - 住職の登世岡浩治は15歳の頃被爆。2017年8月6日の平和記念式典で松井一實広島市長が読み上げた平和宣言に登世岡浩治の体験記が引用された。
- 肥後稲荷神社

4丁目
- 光明寺（浄土真宗本願寺派） - 光明寺は碓井松濤開基住職のもと、1933年に現在地に建てられた[6]。同時に光明寺付属見立山保育園（現社会福祉法人 広島光明学園）を併設し、布教活動を続けながら寺の護持に努めた[6]。1945年8月6日、広島市への原子爆弾投下により本堂、庫裏は倒壊したが、門徒の方々や近所の人たちの尽力により再建され、改修をかさね現在に至っている[6]。碓井松濤開基住職の子には碓井静照（医師）、碓井法明（広島市議会議員）、碓井真行（光明寺住職、画家）などがいる。

#### ビル、マンション、アパート等
1丁目

| - 新井ビル - 井上ビル - 牛田グリーンビル - M&Mビル - 藤本ビル - 山本ビル - 社会保険宿舎 - 牛田コータース - エスト牛田本町 - ラフィネ牛田本町 - フォーラム牛田本町 - ラフィーヌ牛田本町 - ロアール牛田本町 - ルミエール牛田本町 | 2丁目 - 曽根ビル - 多田ビル - 橋本ビル - 播磨ビル - アーバンビュー牛田本町 - エクセル牛田本町 - クレアコート牛田本町 - コーポラスささき - シェソワ堀尾 - ハッピーハウス - フレグランスS.K - フローレンス牛田本町 - リライアンス牛田 - 横田アパート |

3丁目	

| - いちはらビル - 牛田アップルビル - 牛田本町ビル - 高木ビル牛田ハイム - 牛田グランドハイツ - プレシユ牛田 - Shuコーポ牛田 - グレイドライフ田中ビルNo.5 - サニーベル牛田 - 豊荘 - ネオライフ牛田本町 - フレグランス牛田本町 - ファミーユ牛田 - ルミエール牛田 - 青木アパート - 森アパート 4丁目 - 石田ビル - 倉本ビル - 佐々木ビル - 第10やたがいビル - タナカビル - 田村ビル | - 峰ガーデン - 光ビル - アレイ牛田 - イーストハイム - ウエストハイム - エデン - 京口ハイツ - コンフォート石川 - コンフォートS - Sadlerswells - サニーハイツ牛田A - サニーハイツ牛田B - サニーハイツ牛田C - シティハイツ細川 - シャトル牛田本町 - Cerezo - セジュール牛田 - ピア牛田本町 - Flechir-KUB - プランドール牛田本町 - ベルフルール - メゾンドゥムラタ - メノーコダマ |

5丁目	

| - Aビル - 正岡ビル - 松原ビル - RCU16 - アネックス・イシダ - ウィング牛田 - 牛田ハイツ - クレール牛田本町 - コーニス牛田 - Jcity牛田大橋ブルックコート - セ.リヴェール牛田 - ファイブスタ牛田 - FAON牛田本町 | - ボービラージュ石田A - ボービラージュ石田B - ボービラージュ石田C - ボービラージュ石田D - ボービラージュ石田E - ボービラージュF - リバーサイドコーポ牛田 6丁目 - オフィスアイビル - 合同宿舎牛田住宅（国家公務員宿舎） - JR貨物牛田社宅 |

#### その他
6丁目
- 安田学園 牛田総合グラウンド

### 事件・事故

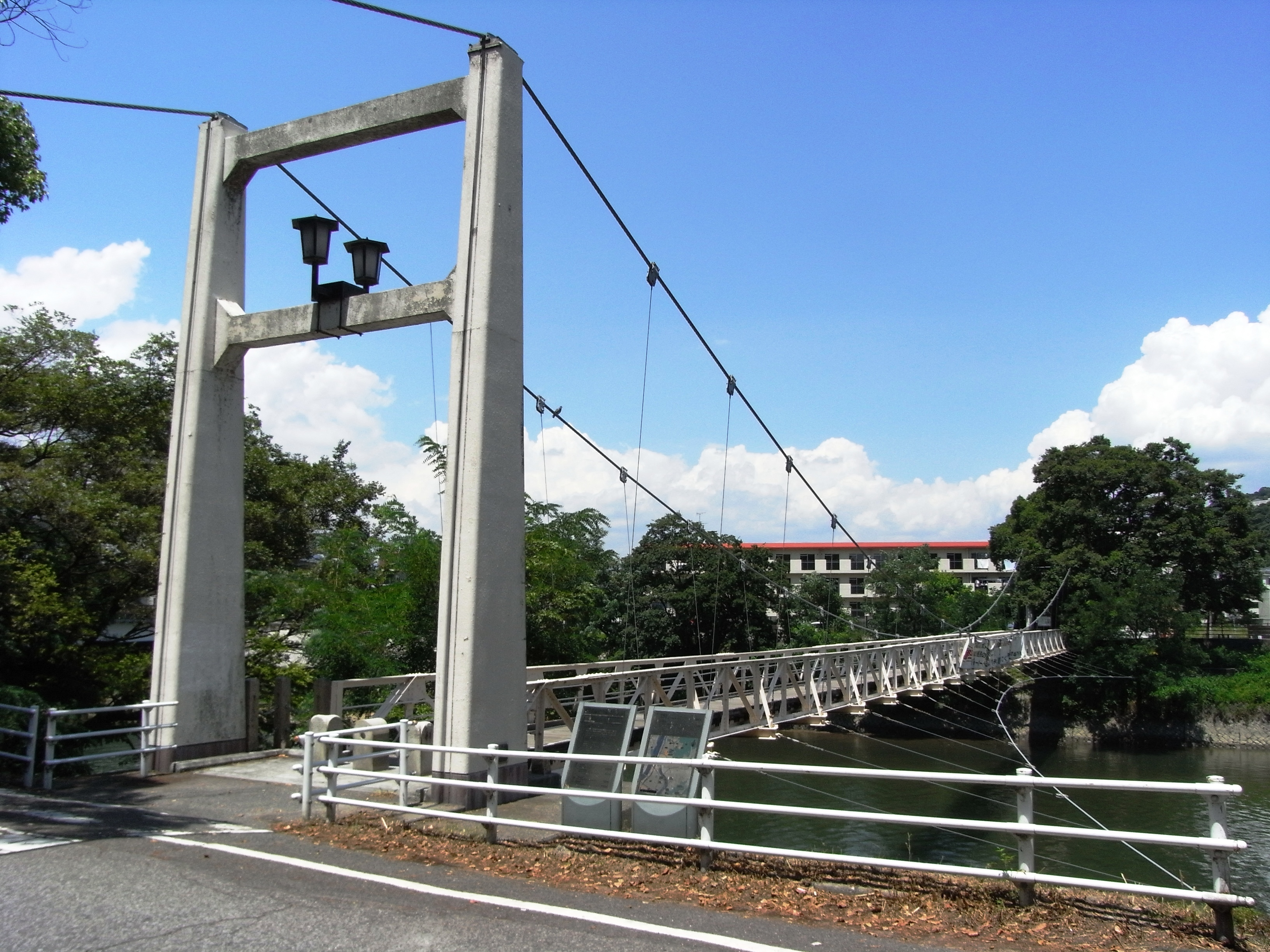
工兵橋。白島側より撮影。

- 2008年10月 - 2丁目の牛田交番の正面玄関に、男性の運転する乗用車が突っ込んだ。
- 2010年10月 - 1丁目のマンションで、母親が幼児2人の首をタオルで絞めて窒息死させた。
- 2016年12月 - 新こうへい橋交差点で、普通乗用車が橋のガードレールに衝突した。運転していた男性は病院に運ばれたが、まもなく死亡した。
- 2021年7月16日 - 午前5時45分ごろ、牛田本町6丁目、広島高速交通（安佐南区）が運行するアストラムラインの牛田駅近くの国道54号交差点でバイクと乗用車が衝突し、バイクを運転していた20代とみられる男性が死亡した[7]。
- 2023年4月19日 - 広島県は県発注の工事で、被爆当時からあった牛田本町にある被爆樹木のシダレヤナギを誤って伐採したと発表した[8]。

## 交通

### 橋梁
- 工兵橋
- 新こうへい橋

## 出身・ゆかりのある人物

### 学者
- 小川二郎（英文学者、広島大学教授[9]） - 大阪市出身で、牛田本町に居住していた[9]。
- 紀藤信義（文学博士、広島大学教授） - 山口県出身で、牛田本町6丁目に居住していた[10]。
- 鈴木敏也（国文学者、広島文理科大学教授）[11] - 愛知県出身で、牛田本町に居住していた[11]。
- 頼桃三郎（国文学者、広島大学教授） - 牛田本町6丁目に居住していた[12]。

### 政治・行政・経済
- 井関章（フジタ顧問） - 牛田本町1丁目に居住していた[10]。
- 碓井法明[13]（広島光明学園理事長、広島市議会議長） - 1942年生まれで、3歳6ヶ月の時に原爆を体験した被爆者である[13]。
- 日下晃次郎[14]（加奈陀サン生命保険広島支部長[14]） - 三津町出身で、牛田本町に居住していた[14]。
- 古池信三（逓信官僚） - 岐阜県出身で、広島逓信局規画課長の頃に牛田本町に居住していた[11]。
- 橋口隆（通産官僚） - 広島通産局長の頃に牛田本町に居住していた[15]。

### 医師
- 碓井静照（医師・広島県医師会長、広島市医師会長、碓井内科胃腸科医院長）